# Isamu Matsuura
Isamu Matsuura (松浦 勇武 Matsuura Isamu?, nacido el 12 de agosto de 1991 en Shizuoka) es un exfutbolista japonés. Jugaba de centrocampista y su último club fue el FC Ryukyu de Japón.

## Trayectoria

### Clubes
| Club            | País  | Año         |
| --------------- | ----- | ----------- |
| Shonan Bellmare | Japón | 2010 - 2011 |
| FC Ryukyu       | Japón | 2012 - 2013 |

## Estadística de carrera

### J. League
| Club            | Año   | J. League | J. League | Copa J. League | Copa J. League | Total | Total |
| Club            | Año   | Part.     | Goles     | Part.          | Goles          | Part. | Goles |
| --------------- | ----- | --------- | --------- | -------------- | -------------- | ----- | ----- |
| Shonan Bellmare | 2010  | 0         | 0         | 0              | 0              | 0     | 0     |
| Shonan Bellmare | 2011  | 1         | 0         | -              | -              | 1     | 0     |
| Total           | Total | 1         | 0         | 0              | 0              | 1     | 0     |